# İkizce
İkizce là một huyện thuộc tỉnh Ordu, Thổ Nhĩ Kỳ. Huyện có diện tích 78 km² và dân số thời điểm năm 2007 là 19301 người, mật độ 247 người/km².